# 小行星4941
小行星4941（4941 Yahagi）是一颗围绕太阳公转的小行星。1986年10月25日，鈴木憲藏、浦田武在丰田市发现了此天体。
这颗小行星的绝对星等为262.65416等。